# Blang Pandak
Blang Pandak is een bestuurslaag in het regentschap Pidie van de provincie Atjeh, Indonesië. Blang Pandak telt 1192 inwoners (volkstelling 2010).